# Klassieke Olympiaden
De Klassieke Olympiaden zijn wedstrijden voor middelbare scholieren en volwassenen die jaarlijks in Nederland worden georganiseerd voor de Griekse en Latijnse taal en cultuur. Er zijn wedstrijden voor zowel scholieren als volwassenen. De wedstrijden voor scholieren bestaan uit twee rondes en een finale. De volwassenenwedstrijd is een vertaalopdracht, en behoort tot de belangrijkste Nederlandse prijzen voor de klassieke talen. De Olympiaden worden georganiseerd door het Nederlands Klassiek Verbond, de Vrienden van het Gymnasium en de Vereniging Classici Nederland.
De Klassieke Olympiaden ontstonden officieel in 2013, maar daarvoor organiseerden de verenigingen afzonderlijke wedstrijden (voor zowel scholieren als volwassenen). In 2016 kregen de Olympiaden hun huidige vorm.

## Scholieren
De eerste ronde vindt plaats op middelbare scholen in Nederland. Deze is bedoeld voor middelbare scholieren in de bovenbouw, maar deelname voor onderbouwers is ook mogelijk. Scholieren wordt gevraagd een ongeziene passage te vertalen en vragen over de taal, grammatica, tekstbegrip en cultuur te beantwoorden. De beste veertig deelnemers gaan door naar de landelijke tweede ronde, waarvoor ze een apart pensum krijgen om te bestuderen. De tweede ronde bevat ook een "creatieve opdracht". De drie leerlingen die het beste hebben gepresteerd bij de tweede ronde, worden uitgenodigd voor een mondelinge finale over een kleiner pensum. Deze leerlingen krijgen een geldprijs.

## Volwassenen
De volwassenen worden ingedeeld in classici en niet-classici, tenzij het niveau van beide groepen ongeveer gelijk is. Volwassenen krijgen een vertaalopdracht, waarbij niet alleen gelet wordt op een correcte vertaling, maar ook op de schoonheid van het Nederlands (de gegeven tekst is vaak poëzie). Nuances van de brontekst moeten eveneens adequaat worden weergegeven.

## Bekende winnaars
- Arthur Hartkamp